# 목천성
목천성(睦天成, 1630년 ~ 1687년)은 조선의 문신이다. 본관은 사천(泗川). 자는 군평(君平), 호는 죽파(竹波)이다.

## 생애
1651년(효종 2) 진사시에 합격하고, 1676년 정시문과에 을과로 급제하여 1677년 헌납(獻納), 교리(校理) 지평(持平), 수찬(修撰)을 역임하였다.
1678년(숙종 5) 이조좌랑(吏曹佐郞)을 역임하고, 1679년 응교(應敎), 집의(執義), 사간(司諫)을 거쳐 동부승지(同副承旨)가 되었다. 1680년 좌부승지, 1684년 형조참의와 여주목사를 역임하였다.

## 가족
- 증조부 : 목수흠(睦守欽)
  - 조부 : 정언 목취선(睦取善)
    - 아버지 : 목임종(睦林宗)
    - 어머니 : 관찰사 홍득일(洪得一)의 딸